# SAO 158687
SAO 168687 é uma estrela que foi usada para descobrir os anéis de Urano. Ao ser ocultada por Urano essa estrela piscava, revelando a presença de um sistema de anéis.